# Wildenfels

Situation de Wildenfels

Wildenfels est une ville de Saxe (Allemagne), située dans l'arrondissement de Zwickau, dans le district de Chemnitz.

## Municipalité
La commune de Wildenfels comprend la ville elle-même ainsi que les villages de Wiesenburg, Schönau, Wiesen et Härtensdorf.

## Architecture
- Château de Wildenfels